# فرودگاه رامون
فرودگاه رامون (یاتا: ETM، ایکائو: LLER) که به یاد ایلان و اساف رامون نامگذاری شده و به‌طور غیررسمی با نام فرودگاه ایلات-رامون نیز شناخته می‌شود، یک فرودگاه بین‌المللی است که در دره تیمنا در جنوب اسرائیل واقع شده است. فرودگاه رامون دومین فرودگاه پرتردد اسرائیل (پس از فرودگاه بن گوریون) است و جایگزین فرودگاه سابق ایلات و فرودگاه عوودا برای رفت و آمد غیرنظامی شده است. این فرودگاه همچنین به عنوان فرودگاه جایگزین (Diversion airpor) اصلی در اسرائیل عمل می‌کند.
این فرودگاه در فاصله ۱۸ کیلومتر (۱۱ مایل) از شمال ایلات، جنب بئِر عورا (Be'er Ora) واقع شده است. برخلاف فرودگاه قبلی در ایلات، این فرودگاه دارای فضای رمپ کافی و باند طویل به طول ۳٬۶۰۰ متر (۱۱٬۸۰۰ فوت) است که به هواپیماهای بزرگ اجازه فرود و پارک می‌دهد. در ابتدا این فرودگاه قرار بود در ماه آوریل ۲۰۱۷ افتتاح شود، اما افتتاح آن به تعویق افتاد و فرودگاه در روز ۲۱ ژانویه ۲۰۱۹ افتتاح شد. شرکت هواپیمایی ارزان‌قیمت ایرلندی رایان‌ایر اولین سرویس پرواز بین‌المللی خود به این فرودگاه را در روز ۴ مارس ۲۰۱۹، با پرواز یک بوئینگ ۸۰۰–۷۳۷ از فرودگاه پوزنان در لهستان افتتاح کرد.